# Мендоза
Мендоза(шп. Mendoza) је главни град истоимене покрајине у Аргентини. Налази се у подножју Анда, 987 километара источно од Буенос Ајреса. Према процени из 2005. у граду је живело 109.526 становника.

## Историја
Град је основан 2. марта 1561. Овде је Хосе де Сан Мартин организовао армију са којом је касније донео независност Чилеу и Перуу. Велики земљотрес је 1861. уништио град и усмртио више од 10.000 становника. Град је поново изграђен мало даље од првобитне локације.

## Становништво
Према процени, у граду је 2005. живело 109.526 становника.
| 1980.   | 1991.   | 2001.   |
| ------- | ------- | ------- |
| 119.088 | 121.620 | 110.993 |